# بالاجا همیه
بالاجا همیه (به لاتین: Balaca Həmyə) یک منطقه مسکونی در جمهوری آذربایجان است که در شهرستان سیاه‌زن واقع شده است.

## ریشه واژه
همیه در زبان‌های تالشی و تاتی قفقاز به‌معنی راه مستقیم و سریع است.